# Finn Iunker
Finn Iunker (född 1969 i Oslo är en norsk författare och dramatiker, bosatt i Arendal. Hans hela namn är Finn Iunker Andersen.
Hans första pjäs, "The Answering Machine", kom 1994. Han har också skrivit styckena "Ifigeneia" och "Dealing with Helen". Iunkers pjäser är flitigt spelade på de europeiska scenerna, bl.a. i Nederländerna.

## Priser och utmärkelser
- Ibsenpriset 2006 tillsammans med Liv Heløe.